# そん♪Song MUSEUM PAST
そん♪Song MUSEUM PASTとは2007年9月3日より2009年2月2日まで超!A&G+で放送されたアニメ・ゲーム系音楽番組。『超!A&Gミュージック+』内の1企画として月曜日に放送された。番組の進行役は鈴木久美子。

## 主な番組内容
- オープニング

スズクミ（=鈴木久美子）が「超!A&Gミュージック+そん♪Song MUSEUM PAST」とタイトルコールを言ってから始まる。
番組の挨拶は「こんちわ〜すっ」で行っている（これは『そん♪Song MUSEUM FUTURE』と同様である。）。
- PAST MUSEUM part1/part2

文化放送「白石涼子の聞かなきゃ☆そん♪Song!」の過去の「Countそん♪Song!Down」から2回分のランキングに入っている曲をフルコーラスで届けていた。
- MUSEUM BREAK

スズクミがはまっているアニメソングや懐かしのアニソンを3曲紹介していた。
- PAST MUSEUM part3

-part1/part2と同じ内容。
- エンディング

番組の締めは「次回も聞かなきゃ☆そん♪Song!」で締めていた（第1回〜第17回まで）。
なお、2007年12月分と2008年12月分は締めの挨拶のあとに「よいお年を!」を付け加えていた。

## 放送時間
- 2007年9月3日 - 9月24日

初回：月曜日21:30-22:30
リピート放送：月曜日25:00-26:00、火曜日11:30-12:30、15:00-16:00
- 2007年10月1日-2008年3月31日

初回：月曜日21:30-22:30
リピート放送：火曜日6:00-7:00、11:30-12:30、15:00-16:00、土曜日15:00-16:00
- 2008年4月7日 - 7月7日

初回：月曜日16:00-17:00
リピート放送：火曜日6:00-7:00、火曜日12:00-13:00
- 2008年7月14日 - 9月29日

初回：月曜日16:00-17:00
リピート放送：火曜日6:00-7:00
- 2008年10月6日 - 2009年1月26日

初回：月曜日16:00-17:00
リピート放送：火曜日6:00-7:00、翌週月曜日14:00-15:00
- 2009年2月2日 - 2月28日

初回：月曜日16:00-17:00
リピート放送：火曜日6:00-7:00、土曜日24:00-25:00